# 立石港 (愛媛県)

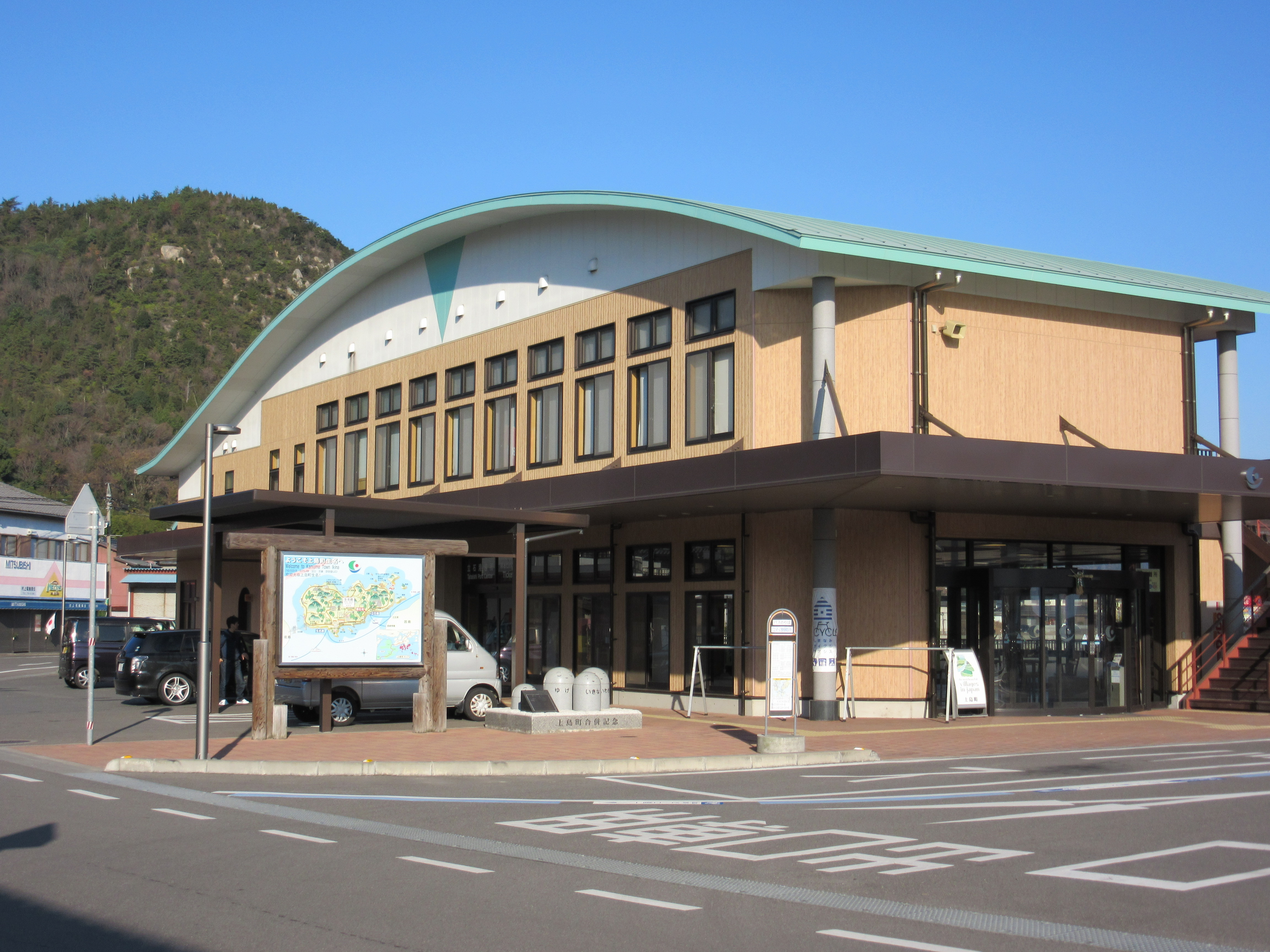
立石港務所

立石港（たていしこう）は、愛媛県越智郡上島町生名（生名島）にある港湾。管理者は上島町。地方港湾。

## 航路

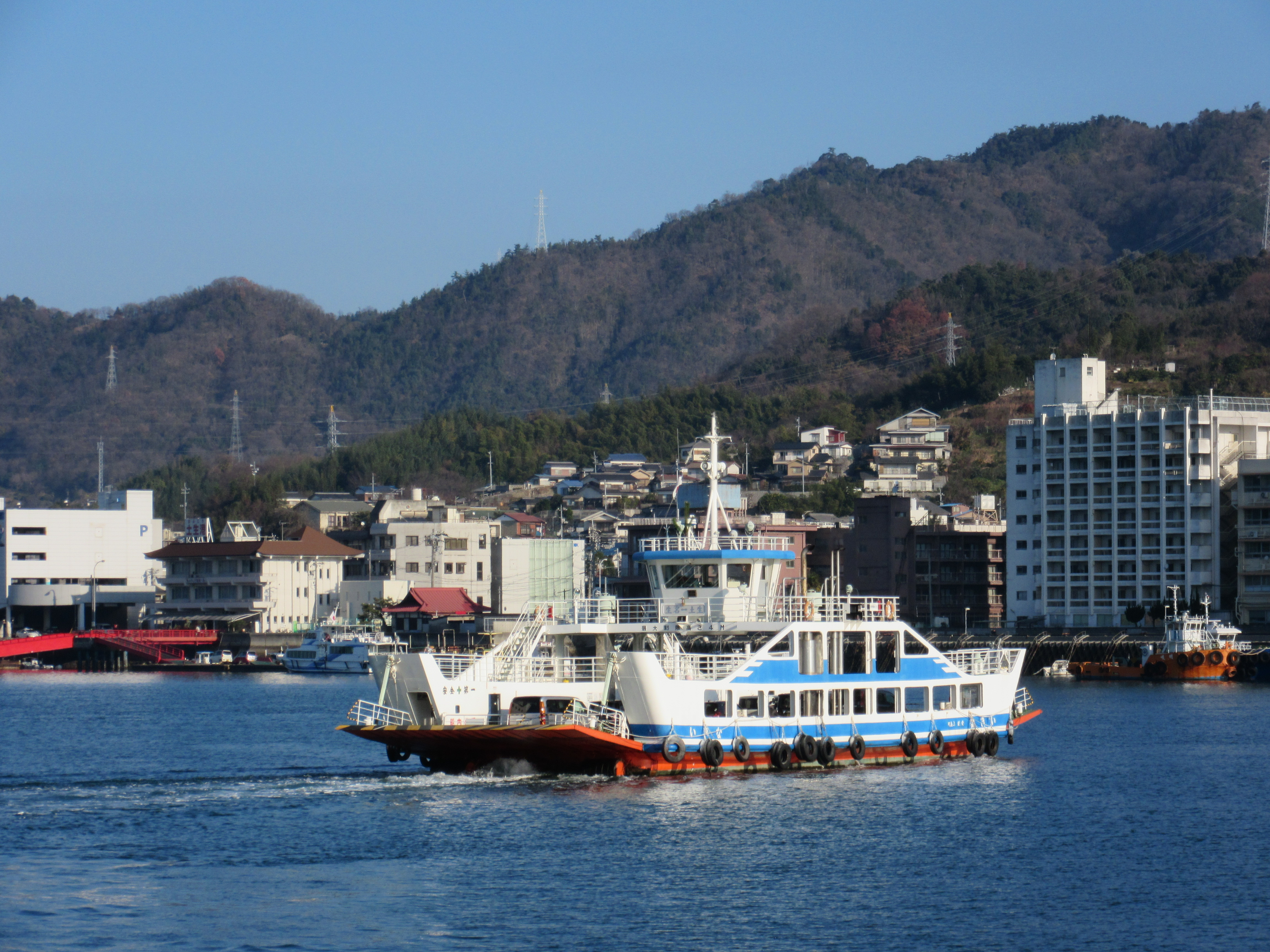
生名フェリー
- フェリー
  - 立石港 - 土生港長崎桟橋（広島県尾道市因島）

土生商船
- 高速船
  - 三原港（広島県三原市） - 鷺港（佐木島） - 重井港（因島） - 因島モール桟橋[3]（因島） - 土生港（因島） - 立石港

## バス路線
- 上島町有バス「立石港務所」停留所
  - 弓削島･佐島方面へ行く路線、島内を巡る路線が運行されている。